# Larry Coryell
Larry Coryell (Galveston, Texas, 2 de abril de 1943-Nueva York, 19 de febrero de 2017) fue un guitarrista estadounidense de jazz fusión.

## Historia
En 1950 se instaló junto con su familia en Richmond (Nueva York), donde comenzó a tocar rock y country, hasta que a los quince años comenzó a recibir clases de jazz. En Nueva York, tocó con Charles Lloyd y, después, con la banda de Chico Hamilton (1966), sustituyendo a Gabor Szabo. Entre 1967 y 1968, permaneció en el cuarteto del vibrafonista Gary Burton, pasando después por las formaciones de Herbie Mann, Steve Marcus y Mitch Mitchell. Después se incorporó a la Jazz Composer's Orchestra, hasta formar su propio grupo de jazz rock, The Eleventh House, en 1973.
Más tarde se incorporó a una serie de exitosos conciertos en trío con  John McLaughlin y Paco de Lucía. El grupo realizó diversas giras por Europa y publicó un DVD de su actuación en el Royal Albert Hall de Londres, titulado Meeting of Spirits. A comienzos de 1980, su adicción a las drogas motivó su sustitución por Al Di Meola. Después, Coryell mantuvo este tipo de formato con otros guitarristas, como Philip Catherine o Christian Escudé. En 2007, publicó una autobiografía titulada Improvising: My Life in Music.
Fue un guitarrista virtuoso, con un estilo conformado como un «cocktail sabroso y explosivo de country, western, blues, bop y hallazgos de Sonny Sharrock y Jimi Hendrix».

## Discografía

### Como líder
- Lady Coryell (1969)
- Coryell (1969)
- Barefoot Boy (1971)
- Fairyland (1971), grabado en vivo en el Montreux Jazz Festival
- Larry Coryell at the Village Gate (1971)
- Offering (1972)
- The Real Great Escape (1973)
- Spaces (1974) con John McLaughlin, Billy Cobham, Miroslav Vitous y Chick Corea
- The Restful Mind (1975) con Ralph Towner, Glen Moore y Collin Walcott
- Planet End (1975)
- Twin House (1976), con Philip Catherine
- The Lion and the Ram (1977)
- Two For The Road (1977) con Steve Khan
- Back Together Again (1977) con Alphonse Mouzon
- Difference (1978)
- Splendid (1978) con Philip Catherine
- Standing Ovation (1978)
- Tributaries (1978)
- European Impressions (1978)
- Young Django (1979) con Stephane Grappelli
- Boléro (1981)
- Round Midnight (1983) con Fumio Karashima
- The Enormous Radio (1984) con Paul Wertico
- Together (1985) con Emily Remler
- Sketches of Coryell (1996)
- Spaces Revisited (1997)
- Cause and Effect (1998) con Steve Smith, Tom Coster y Victor Wooten
- Private Concert (Live) (1999)
- Gypsy Blood y Voodoo Crossing (2002) - tributo a Jimi Hendrix, con Paul Santa Maria
- Count's Jam Band Reunion (2002) con Steve Marcus
- Three Guitars (2003) con Badi Assad, John Abercrombie
- Tricycles (2004)
- Electric (2005) con Lenny White y Victor Bailey
- Traffic (2006) con Lenny White y Victor Bailey
- Larry Coryell with the Wide Hive Players (2011)
- Montgomery (2011) con John Colianni y James Cammack
- Duality (2011) dueto con Kenny Drew Jr. al piano

### Como acompañante
con el grupo «Free Spirits»
- Out of Sight And Sound  (1966)

Con el grupo The Eleventh House
- Introducing Eleventh House with Larry Coryell (1974)
- Larry Coryell and the Eleventh House at Montreux (1974)
- Level One (1974)
- Aspects (1976)

Con otros músicos
- Chico O'Farrill - Nine Flags (Impulse!, 1966)
- Chico Hamilton - The Dealer (Impulse!, 1966)
- The Free Spirits - Out of Sight and Sound (1967)
- Bob Moses - Love Animal (1967-68)
- Gary Burton - Duster (1967)
- Gary Burton - Lofty Fake Anagram (1967)
- Herbie Mann - Memphis Underground (1968), con Sonny Sharrock
- Steve Marcus - Count's Rock Band (1968)
- Steve Marcus - The Lord's Prayer (1968)
- Arnie Lawrence - Look Toward a Dream (1969)
- 'Wolfgang Dauner - 'Knirsch (1972)
- Charles Mingus - Three or Four Shades of Blues (1977)
- Paco de Lucía - Castro Marín (1980)
- Varios - Wide Hive Players II Guitar (2010)